# Rugby Championship
Rugby Championship je každoroční ragbyový turnaj, který hrají reprezentace Nového Zélandu, Jihoafrické republiky, Austrálie a Argentiny. Tento turnaj se hraje od roku 2012, kdy se přidala Argentina. Předchůdce Rugby Championship byl Pohár 3 národů, který se hrál v letech 1996 až 2011.
Nejčastějším vítězem je Nový Zéland, který zvítězil ve dvaceti případech. Obhájci titulu z roku 2024 je tým Jihoafrické republiky. Nejvíce bodů (554) v historii soutěže si připsal Novozélanďan Dan Carter a nejvíce pětek (21) Jihoafričan Bryan Habana. 